# Trigonidium insigne
Trigonidium insigne är en orkidéart som beskrevs av Heinrich Gustav Reichenbach, George Bentham och Joseph Dalton Hooker. Trigonidium insigne ingår i släktet Trigonidium och familjen orkidéer. Inga underarter finns listade i Catalogue of Life.